# Danielson
Danielson és una població dels Estats Units a l'estat de Connecticut. Segons el cens del 2000 tenia 4.265 habitants.

## Demografia
Segons el cens del 2000, Danielson tenia 4.265 habitants, 1.699 habitatges, i 1.029 famílies. La densitat de població era de 1.497 habitants per km².
Dels 1.699 habitatges en un 33,3% hi vivien nens de menys de 18 anys, en un 37,1% hi vivien parelles casades, en un 17,2% dones solteres, i en un 39,4% no eren unitats familiars. En el 29,8% dels habitatges hi vivien persones soles el 10,4% de les quals corresponia a persones de 65 anys o més que vivien soles. El nombre mitjà de persones vivint en cada habitatge era de 2,45 i el nombre mitjà de persones que vivien en cada família era de 3,01.
Per edats la població es repartia de la següent manera: un 27,2% tenia menys de 18 anys, un 10,8% entre 18 i 24, un 32,8% entre 25 i 44, un 18,6% de 45 a 60 i un 10,6% 65 anys o més.
L'edat mediana era de 32 anys. Per cada 100 dones de 18 o més anys hi havia 90 homes.
La renda mediana per habitatge era de 31.969 $ i la renda mediana per família de 40.990 $. Els homes tenien una renda mediana de 31.315 $ mentre que les dones 23.988 $. La renda per capita de la població era de 16.042 $. Aproximadament el 9,8% de les famílies i el 13,1% de la població estaven per davall del llindar de pobresa.

## Poblacions més properes
El següent diagrama mostra les poblacions més properes.